# Fear Effect Sedna
Fear Effect Sedna é um videogame isométrico indie desenvolvido pelo estúdio francês Sushee e publicado pela Forever Entertainment sob licença da Square Enix Collective. O desenvolvimento do jogo foi financiado através de uma campanha Kickstarter. É a terceira parcela da série Fear Effect e foi lançada em 6 de março de 2018 para PlayStation 4, Nintendo Switch, Windows e Xbox One. O jogo é uma sequência de Fear Effect, que foi lançado em 1999 e foi co-escrito pelo escritor do primeiro jogo.

## Recepção
Fear Effect Sedna recebeu críticas geralmente negativas dos críticos após o lançamento.